# Szóhei
Szóheiek (僧兵; Hepburn: sōhei, ’szerzetes katona’) buddhista harcos szerzetesek voltak a feudális Japánban, a késő ókortól kezdve a korai újkor kezdetéig. A harcművészetek mestereivé váltak. Japán történelmének bizonyos időszakaiban jelentős hatalommal rendelkeztek, amely kötelezte a császári és a katonai kormányt a velük való együttműködésre. A főváros közelében fekvő nagy templomok felfegyverzett szerzetesei gyakran veszélyeztették a császári udvar biztonságát is.

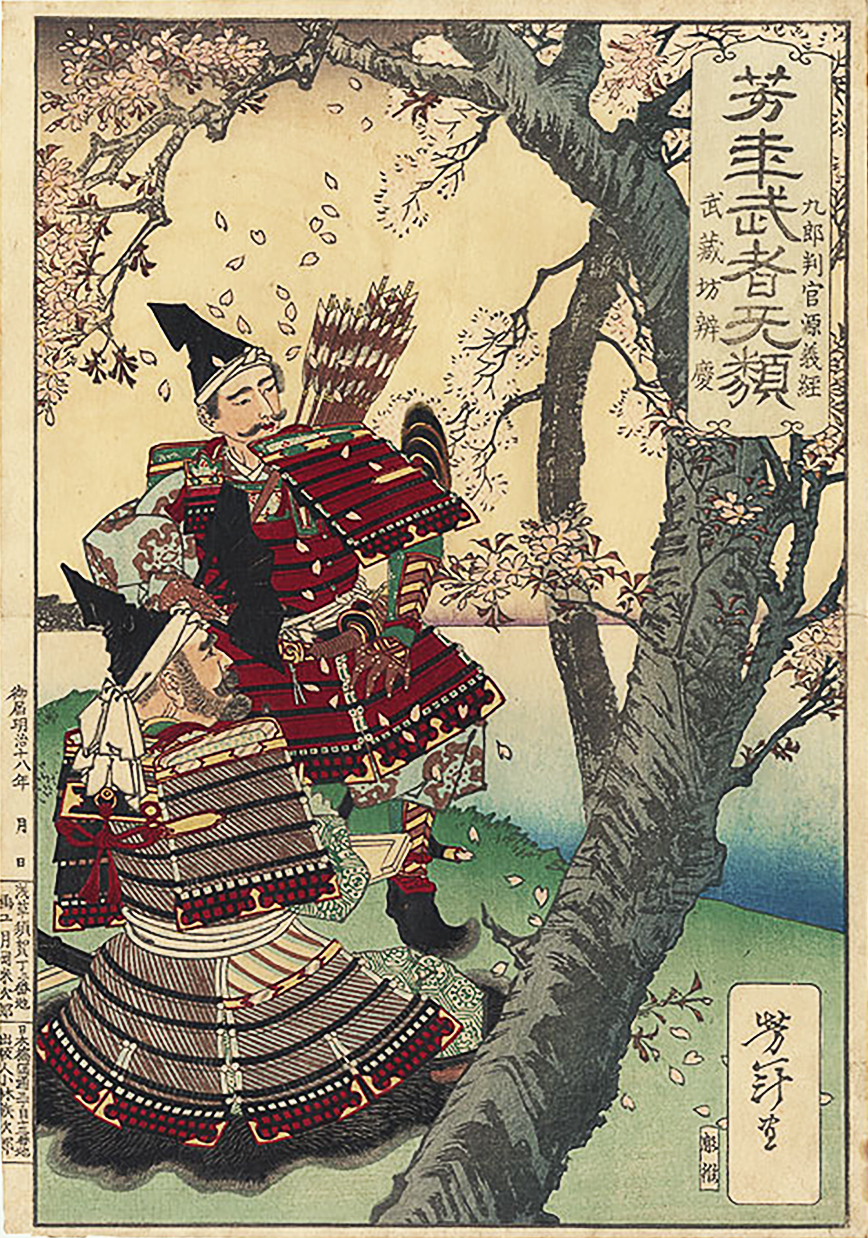
A szóhei Benkei és Minamoto no Josicune

A szóheiek kiemelkedésével párhuzamosan nőtt a Tendai iskola (天台宗) befolyása a 10. és a 17. század között. A szóhei harcosok területeket védtek meg és rivális buddhista iskolákat félemlítettek meg, egyre jelentősebb tényezője lett a buddhizmus elterjedésében és különböző iskolák fejlődésében a Kamakura-korban.
Hasonlóak voltak az aszkéta jamabusi (山伏) harcos szerzetesekhez, ám a szóheiek általában hadseregbe rendeződtek. Híres kolostoruk az Enrjakudzsi (延暦寺) a Hiei-hegyen (比叡山), Kiotó peremvárosában.
A szóhei sok hasonlóságot mutat a nyugati laikus testvérekkel, akik tagjai voltak a szerzetes rendnek, de esetenként nem voltak felszentelve. Hasonló harcos szerzetesek voltak Németországban (lásd Német Lovagrend), vagy léteztek más egyházi rendek, akik például részt vettek a keresztes háborúkban. A szóheiek nem önállóan működtek, nem egy kis, önálló templom tagjaiként, hanem egy nagy, kiterjedt testvéri vagy szerzetesrend részeként harcoltak. A szóhei szerzetesrendnek több főtemploma, kisebb kolostorai, edzőtermei és másodlagos templomai is lehettek.

## Története

### Alapítás és viszályok
A harcos szerzetesek először a Heian-korban (平安時代) jelentek meg, amikor keserű politikai viszályok alakultak ki különböző templomok, al-szekták között a császári templom kinevezésért (apát vagy zasu (座主)). A harcok többsége a következő négy évszázadban hasonló politikai viszályokból alakult ki, a kiotói, narai, ómii templomok, névlegesen Tódaidzsi, Kófukudzsi, Enrjakudzsi és Miidera köré koncentrálódva, melyek az ország négy legnagyobb templomaként ismeretesek.
Az első fegyveres konfliktus 949-ben tört ki, amikor a Tódaidzsi 56 szerzetese tiltakozást rendezett a kiotói hivatal épületénél egy nekik nem tetsző rendelet ellen. Az effajta tüntetések folytatódtak a 10. században, és gyakran tört ki verekedésben, ahol néhány résztvevő meg is halhatott. 970-ben, a kiotói Enrjakudzsi és Jaszaka-szentély közötti konfliktus következtében, Enrjakudzsi megalapította a harcos szerzetesekből álló első állandó hadsereget. Nem teljesen egyértelmű, hogy ez az állandó hadsereg az Enrjakudzsi szerzeteseiből állt-e, vagy zsoldosokat béreltek fel. Rjógen (良源), az apát, aki létrehozta ezt a hadsereget, egy rendeletet hozott a szerzetesi magatartásról, amely megtiltotta a szerzeteseknek a Hiei-hegy elhagyását a tizenkét éves képzése alatt, az arc eltakarását, illetve a fegyverhordást. Ezért a legvalószínűbb, hogy az első állandó templomi hadsereg zsoldos csoportokból állt, elkülönítve a szerzetesektől.
981 elején számos fegyveres konfliktus tört ki Enrjakudzsi és Mii-dera között, mindkét templom feje egy másik al-szektához tartozott a Tendai buddhizmusban. Ezeket a vitákat, akárcsak korábban, politikai rendeletek és tisztességtelen megnyilvánulások váltották ki. Elég gyakran ezek olyan esetek voltak, amikor egy csoportot kiválasztottak egy másik csoport templomának apátjának, amiért a szerzetesek tiltakoztak. Ez így folytatódott, csak egyszer szünetelt körülbelül negyven évig, a 11. századtól egészen a 12. századig. Időközben a hadseregek nagyobbak lettek, az erőszak megnövekedett, míg 1121-ben és 1141-ben Miiderát porrá égették az Enrjakudzsi szerzetesei. Ezek után Enrjaku-dzsi és Mii-dera egyesült Kófuku-dzsi, máskor Kijomizudera (清水寺) ellen, és más templomok is belekeveredtek ezekbe a konfliktusokba.

### Gempei háború
A 12. század végén Japán polgárháborúba süllyedt, a Gempei háborúba (源平合戦). Mialatt a templomok közötti viszályok nem értek véget, még nagyobb eseményekbe keveredtek bele. A háborúzó Taira (平氏) és Minamoto klánok (源氏) is próbálták megszerezni a narai és a kiotói harcos szerzetesek támogatását, hozzátéve a templomok erejét a klánhoz, a már így is hatalmas szamurájseregeihez. Taira no Kijomori (平清盛) bőséges rizs és selyem ajándékokat küldött Enrjakudzsinek, biztosítva ezzel, hogy ne segítsék az ellenségét, a Minamotokat, akik akkora már szövetkeztek a Miidera szerzeteseivel. 1180-ban, az egyik leghíresebb csatában, amelyben a szóheiek részt vettek, az udzsi-i ütközet (以仁王の挙兵), melyben a Miidera szerzetesei a Minamoto szamurájok erejével együtt megpróbálták megvédeni a hidat az Udzsi-folyón (宇治川) és a Bjódóint (平等院) a támadó tairáktól. A szerzetesek felhúzták a híd deszkáit, hogy megakadályozzák a szamuráj lovas erők átkelését. Íjjal és nyíllal, naginatával, karddal és tőrrel egy ideig helytálltak a támadók ellen, végül azonban vereséget szenvedtek. Ezután Taira no Kijomori elrendelte a bosszútállást mindazon a szerzeteseken, akik szemben álltak vele. A Miidera újra porig égett, mint sok másik templom is Narában. Egyedül az Enrjakudzsi maradt sértetlenül.
Három évvel később, amikor Minamoto no Josinaka elárulta klánját kiotói ostromával, amelyben lángokba borította a Hódzsúdzsidonot (法住寺殿) és elrabolta Go-Sirakava császárt (後白河天皇), szembe szegült számos kiotói szerzetessel, beleértve a Hiei-hegy szerzeteseit is.

### 13-14. század és a zen felemelkedése
A Gempei háborút követően a kolostorok figyelme nagy mértékben az épületek újjáépítésre irányult, ugyanakkor a politikai helyzet helyreállításán is dolgoztak. Politikai befolyásuk békés eszközök útján egyre erősödött, és a harcos szerzetesek egyre kisebb szerepet játszottak a 13. és a 14. század háborúiban. Néha azonban még előfordultak erőszakos konfliktusok a templomok között, ismételten politikai, vallási kinevezések és ehhez kapcsolódó kérdések miatt.
Nambokucsó-kor (南北朝時代) háborúi alatt a Hiei-hegy menedéket ajánlott fel Go-Daigo (後醍醐天皇) császárnak. Go-Daigo fiával és Hiei-hegy szóheieinek segítségével rövid lázadást indított a Kamakura sógunátus (鎌倉幕府) ellen. Nem sokkal később az Asikaga-sógunátus (足利幕府) átvette a hatalmat és támogatta a zent más buddhista szektákkal szemben, haragra gerjesztve ezzel a harcos szerzeteseket. 1340-es, 1360-as évek folyamán számos konfliktus robbant ki a Tendai szekta templomai között, különösen Nanzendzsiben (南禅寺).

### Szengoku-korszak és az ikkó ikki felemelkedése
Az Ónin-háború (応仁の乱), kezdve 1467-től, előzménye volt a több mint egy évszázados polgárháborúnak Japánban, és ösztönözte a harcos szerzetesek átszerveződését. Ellentétben a Dzsókjú-háborúval (承久の乱) és a mongol hadjáratokkal (元寇), az Ónin-háború főként Kiotóban zajlott, és ezáltal a harcos szerzetesek már nem tudtak erőszakmentesek és semlegesek maradni.
Emellett újfajta harcos szerzetes csoportok voltak kialakulóban vidéken, ezek a csoportok hívták magukat Ikkó ikkinek (一向一揆), követve a dzsódo sinsú (浄土真宗) szekta hitrendszerének előírásait. Ők lényegében vallási fundamentalista papokból, gazdákból és családokból álló szövetkezés volt, akik hajlandóak voltak a szó szoros értelemében harcolni a saját hitükért. Az Ikkó ikki lefordítva olyasmit jelent, hogy "elkötelezett szövetség", ugyanakkor "mániákusok szövetsége"-ként is értelmezhető. 1488-ban vezetőjük Rennyo (蓮如) felkelést szított a szamuráj uralom ellen, és birtokába vette Kaga tartományt (加賀国) az ikkó ikki számára. Onnan kiindulva terjeszkedtek, letelepedtek Nagasimában (長島町), Isijama Hongandzsiben (石山本願寺) és Mikava tartományban (三河国). Növekvő hatalmuk alapja végül felhívta az olyan nagyurak figyelmét, mint Oda Nobunaga és Tokugava Iejaszu, akik felismerték a szamuráj hatalom elleni szembenállásukat, elszántságukat, erejüket és nem csekély létszámukat.

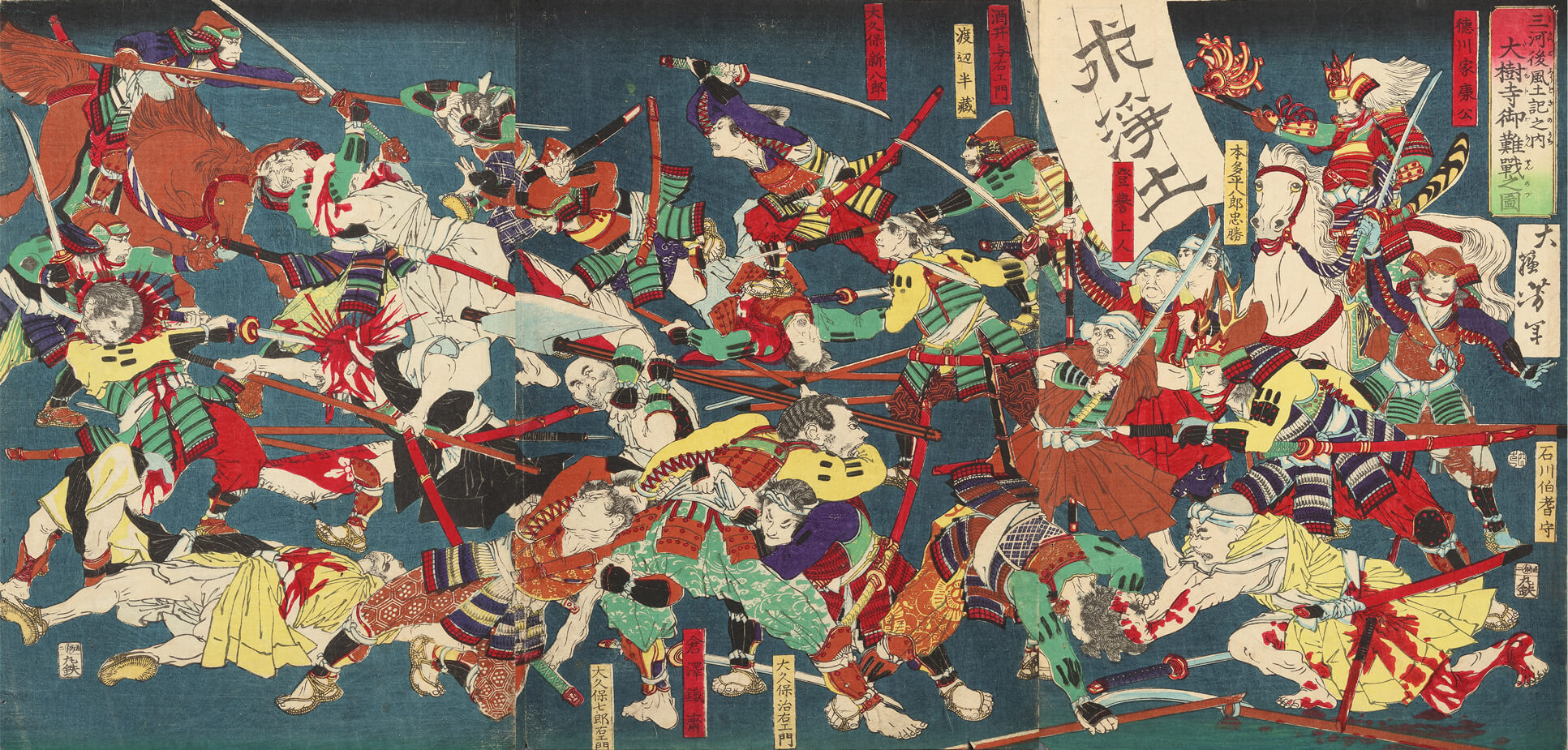
Azukizakai csata

Tokugava Iejaszu megtámadta a mikavai Ikkó ikkit 1564-ben (Azukizakai csata, 小豆坂の戦), azonban nem sikerült legyőznie őket, de nem sokkal később visszatért harcos szerzetesi állománnyal a saját vallási szektájából (Dzsódo sú), és miután a csatában legyőzte az Ikki híveit, az összes templomukat porig égette. Amint Oda Nobunaga hatalomra került az 1560-as évek végén, az Enrjakudzsi szerzetesei visszanyerték katonai erejüket, és számos csatározást vívtak Kiotó utcáin az új rivális szekta, a Nicsiren-buddhizmus ellen. Végül az összes kiotói nicsiren templomot porig égették, majd szövetségeseket kerestek a helyi nagyurak, a daimjók között. 1571. szeptember 29-én Nobunaga 30.000-es serege megtámadta a Hiei-hegyet, elpusztítva Enrjakudzsit. Habár újraépítették, a harcos szerzetesekből álló hadsereget soha nem állították vissza.
Nobunaga tovább harcolt az Ikkó ikki ellen a Nagasima és Isijama Hongandzsi erődítményeiben (Nagasima ostroma (長島一向一揆) és Isijama Hongandzsin ostroma (石山合戦)). 1574 nyarán, az egykori kalóz, Kuki Jositaka segítségével Nobunaga gyakorlatilag blokád alá vonta az Ikkó erődítményeket, és éheztetéssel behódolásra kényszerítette őket. A 2000-es lélekszámú erőd otthonaikkal együtt a tűz martalékává vált. Két évvel később Nobunaga visszatért Isijama Hongandzsibe, ahol ő korábban vereséget szenvedett. A két kizugavagucsi-i csatában (木津川口の戦い) Nobunaga legyőzte ellenségeit, a Móri klánt (毛利氏), akiknek haditengerészeti irányításuk volt a terület fölött. Az Ikkó ikki végül kénytelen volt megadni magát 1580-ban.
Az 1580-as és 1590-es években különböző harcos szerzetes szekták Tokugava Iejaszu, vagy az ő riválisának, Tojotomi Hidejosi oldalára álltak, harcolva számos csatában és összeütközésben. Amikor Tokugava Iejaszu végül legyőzte az összes ellenségeit, és 1603-ban átvette az ország felett az irányítást, a harcos szerzetesek ideje végleg lejárt.

## Fegyverek és ruházat

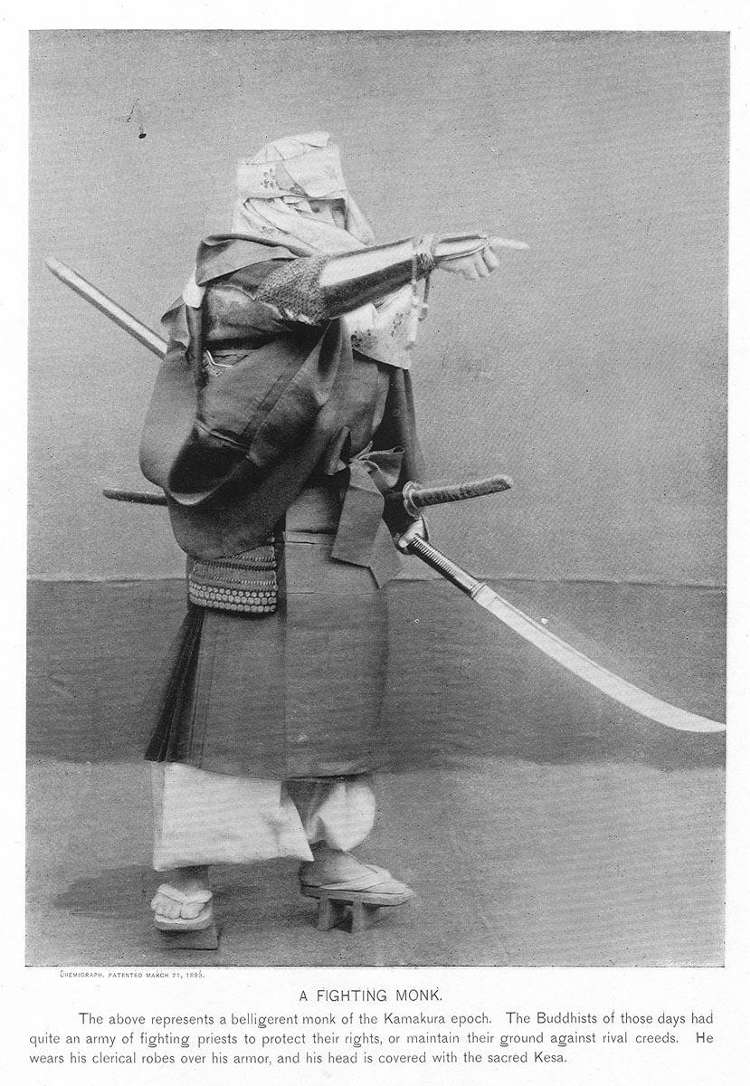
Szóhei naginatával

A szóheiek meglehetősen különböztek fegyverzetükben. A leggyakrabban a naginatával (薙刀) hozták őket kapcsolatba, ugyanakkor a legendákban és a történelemben sok harcos szerzetes ismeretes volt íj és nyíl, tantó (短刀) és vakizasi (脇差) jártasságáról is. Sokan harcoltak lóháton, és sokan ó-joroi (大鎧) szamuráj páncélban.
Mint a legtöbb buddhista szekta szerzetesei, a harcos szerzetesek is kimonó-szerű rétegezett köpenyt viseltek, általában alul fehéret, felül pedig sárgásbarnát vagy páfránysárgát. Ez a stílus nem sokat változott a buddhizmus Japánba való bevezetése óta (7. század). Lábbelijük hagyományosan tabi zokni (足袋) és geta (fa klumpa, 下駄), vagy varadzsi (草鞋) szalma szandál volt. Gyakran fehér csuklyával fedték be fejüket, vagy hacsimakit (鉢巻) kötöttek köré. Számos szóhei viselt valamilyen formában szamuráj páncélt is.
A szóhei különböző fegyvereket használt. Az obit (öv,帯), kimonót gyakran kiegészítették nehezebb derékszalaggal és kardot akasztottak rá. Valószínűleg a leggyakoribb a tacsi (太刀) stílusú kard volt, de sok szerzetes hordott magánál tantót is. Sokan közülük kiváló íjászok voltak, bambuszból és nádból készült, úgynevezett daikjú (大弓) íjakat használtak bambusz nyilakkal. Azonban a harcos szerzetesek leghagyományosabb fegyvere a naginata volt, ami hasonló az európai alabárdhoz (talán pontosabb a lándzsakard szóösszetétel). Ugyanakkor megtanultak kanabóval (金棒) is harcolni, ami kovácsolt, tömör vasból készült bunkósbot volt. Habár ez halálos fegyver volt, általában a vérrontás nélküli győzelem eszközeként szolgált.
A 16. századi Ikkó ikki szerzeteseknek, nagyrészt vidéki eredetüknek köszönhetően, jóval változatosabb páncélzatuk és fegyverzetük volt. Sokan közülük a hagyományosabb szerzetes ruhát viselték, különböző mértékű és típusú páncéllal. Sokan viseltek különböző fajtájú sisakokat, míg mások paraszti köpenyt és szalmasisakot hordtak. A naginata mindvégig igen gyakori volt, különböző kardokkal és tőrökkel együtt, valamit korlátozott számú puskát is maguknál tartottak (a Szaika ikki (雑賀一揆) figyelemreméltó kivétel, mivel ők elsősorban muskétások és fegyverkovácsok voltak, hadseregük rendszerint teljesen puskával volt felszerelve). Végezetül megemlíthetünk még egy eszközt, ami nem is igazán páncél, és nem is fegyverzet, de egy nagyon gyakori elem az Ikkó ikki harcos szerzeteseinek kezében, mégpedig egy buddhista mantrával ellátott zászló. Az egyik leggyakrabban használt mantra a "namu Amida bucu" ("Rád hagyatkozom, Amida buddha", 南無阿弥陀仏)

## Fordítás
- Ez a szócikk részben vagy egészben  a   Sōhei című angol Wikipédia-szócikk ezen változatának fordításán alapul.  Az eredeti cikk szerkesztőit annak laptörténete sorolja fel. Ez a jelzés csupán a megfogalmazás eredetét és a szerzői jogokat jelzi, nem szolgál a cikkben szereplő információk forrásmegjelöléseként.